# Tarsie del coro di San Domenico a Bologna
Le tarsie del coro di San Domenico a Bologna sono un lavoro di intarsio su legno di notevole pregio artistico, in tipico stile rinascimentale. Furono realizzate da frate Damiano Zambelli da Bergamo tra il 1528 e il 1530 per quanto riguarda la parte centrale del coro, mentre la fattura dei due bracci laterali risale agli anni dal 1541 al 1549.
Si trovano nell'abside della basilica bolognese di San Domenico.
L'opera, ricordata da Giorgio Vasari nelle Vite de' più eccellenti pittori, scultori e architettori (IV, 94), fu definita dall'imperatore Carlo V l'«ottava meraviglia del mondo».

## Descrizione

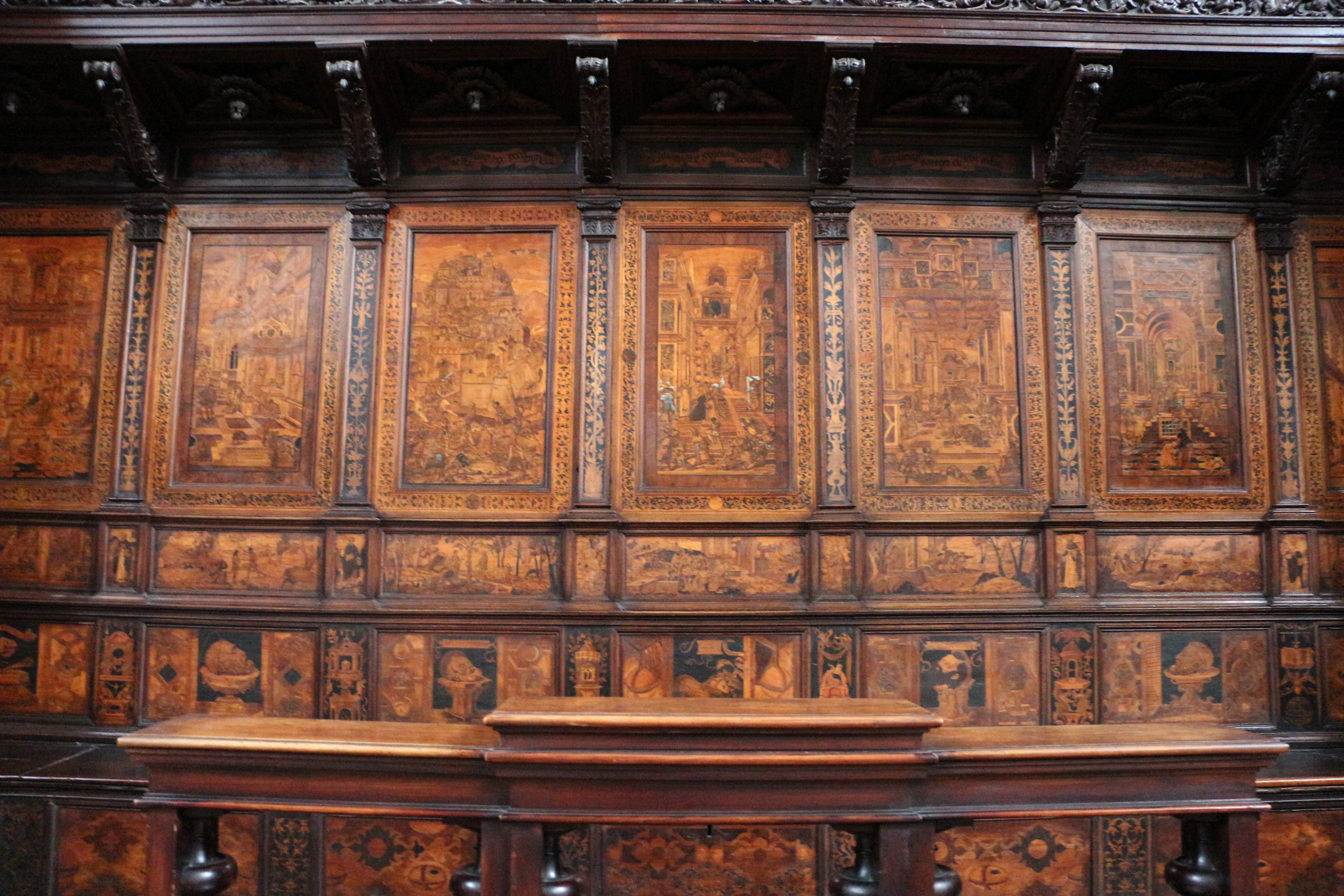
I pannelli maggiori centrali

Collocato in origine davanti all'altare maggiore, nel XVII secolo il coro fu spostato nell'abside della basilica in occasione del rifacimento di quest'ultimo. La parte centrale, detta "postergale", è composta da sette pannelli maggiori, che raffigurano, nell'ordine da sinistra verso destra:
- scene della vita dei santi Cosma e Damiano;
- miracolo di San Nicola di Bari;
- martirio di Santo Stefano;
- miracolo di San Domenico che resuscita un giovane;
- santa Maria Maddalena ai piedi di Gesù;
- martirio di Santa Caterina d'Alessandria;
- incredulità di san Tommaso apostolo.

I riquadri sottostanti ai pannelli maggiori raffigurano, invece:
- sacrificio di Isacco;
- battesimo di Gesù;
- il peccato di Adamo ed Eva;
- adorazione dei re Magi;
- cacciata dal Paradiso terrestre;
- martirio di san Pietro da Verona;
- Mosè che riceve da Dio le Tavole della Legge.

I sette pannelli sono poi separati tra loro da sei plinti su cui sono raffigurate immagini di santi:
- San Tommaso d'Aquino;
- San Vincenzo Ferreri;
- Vergine Maria;
- San Petronio;
- Sant'Antonino;
- Santa Caterina da Siena.

### Bracci laterali

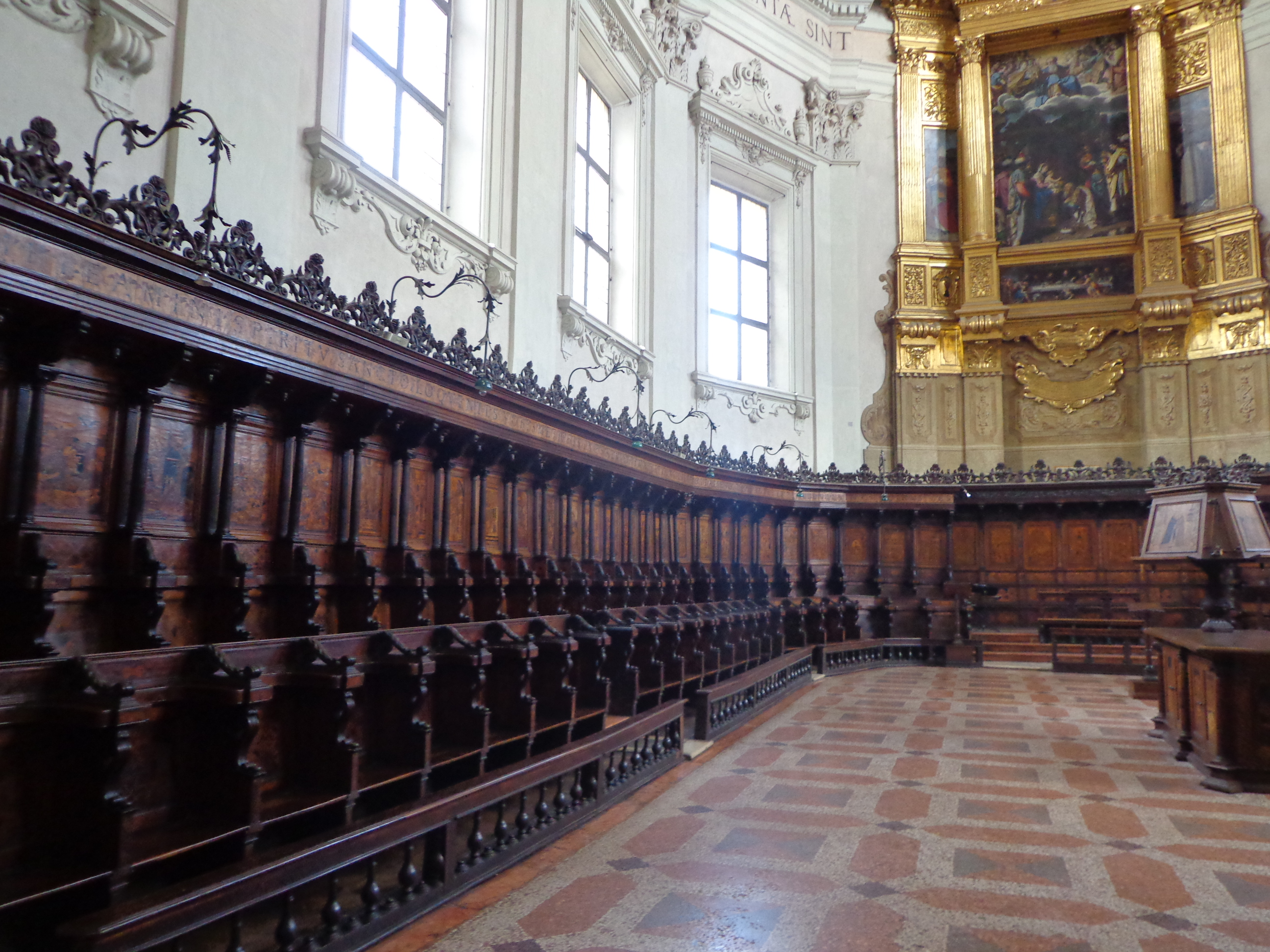
Stalli del braccio laterale di sinistra

Gli stalli del braccio laterale di destra sono ispirati a scene dell'Antico Testamento, quelli di sinistra al Nuovo Testamento. Intarsiati da Fra Damiano dal 1541 al 1549, con l'aiuto di suo fratello Mastro Stefano, su disegni di Jacopo Barozzi da Vignola, i lavori furono terminati da Bernardino da Bologna. 
Ciascuno dei due bracci consta di 28 stalli superiori e 23 inferiori, per un totale di 102. Quelli superiori di sinistra raffigurano:
- Annunciazione della Vergine;
- Visitazione di Santa Elisabetta;
- Natività del Salvatore;
- Presentazione al Tempio;
- Adorazione dei Magi;
- Purificazione della Vergine;
- Strage degli Innocenti;
- Disputa di Gesù coi dottori;
- Battesimo nel Giordano;
- Tentazioni nel deserto;
- Trasfigurazione sul monte Tabor;
- Guarigione degli infermi;
- Moltiplicazione dei pani;
- Resurrezione di Lazzaro;
- Ingresso di Gesù a Gerusalemme;
- Cacciata dei mercanti dal Tempio;
- Ultima Cena;
- Lavanda dei piedi;
- Preghiera nell'orto;
- Flagellazione di Gesù;
- Coronazione di spine;
- Crocifissione;
- Discesa agli inferi;
- Resurrezione;
- Ascensione al Cielo;
- Discesa dello Spirito Santo.

I 28 stalli superiori del lato destro raffigurano:
- Creazione del mondo;
- Cacciata di Adamo ed Eva dall'Eden;
- Uccisione di Abele;
- Diluvio universale;
- Sacrificio di Melchisedec;
- Abramo che adora i tre Angeli;
- Sacrificio d'Isacco;
- Giuseppe venduto come schiavo;
- Trionfo di Giuseppe;
- Roveto ardente;
- Mosè intima al Faraone di far partire il suo popolo;
- Cena con l'Agnello pasquale;
- Passaggio del Mar Rosso;
- Manna del deserto;
- Mosè percuote la pietra;
- Mosè che prega sul monte Sinai;
- Mosè riceve le Tavole della Legge;
- Arca dell'Alleanza e la verga di Aronne;
- Serpente di bronzo nel deserto;
- Sansone distrugge il tempo dei Filistei;
- Davide contro Golia;
- Disfatta dei Filistei;
- Davide davanti all'Arca;
- Regina di Saba con Salomone;
- Scene della vita di Giobbe;
- Tobia risana il padre;
- Giuditta uccide Oloferne;
- i tre fanciulli nella fornace di Babilonia.

### Il bancone

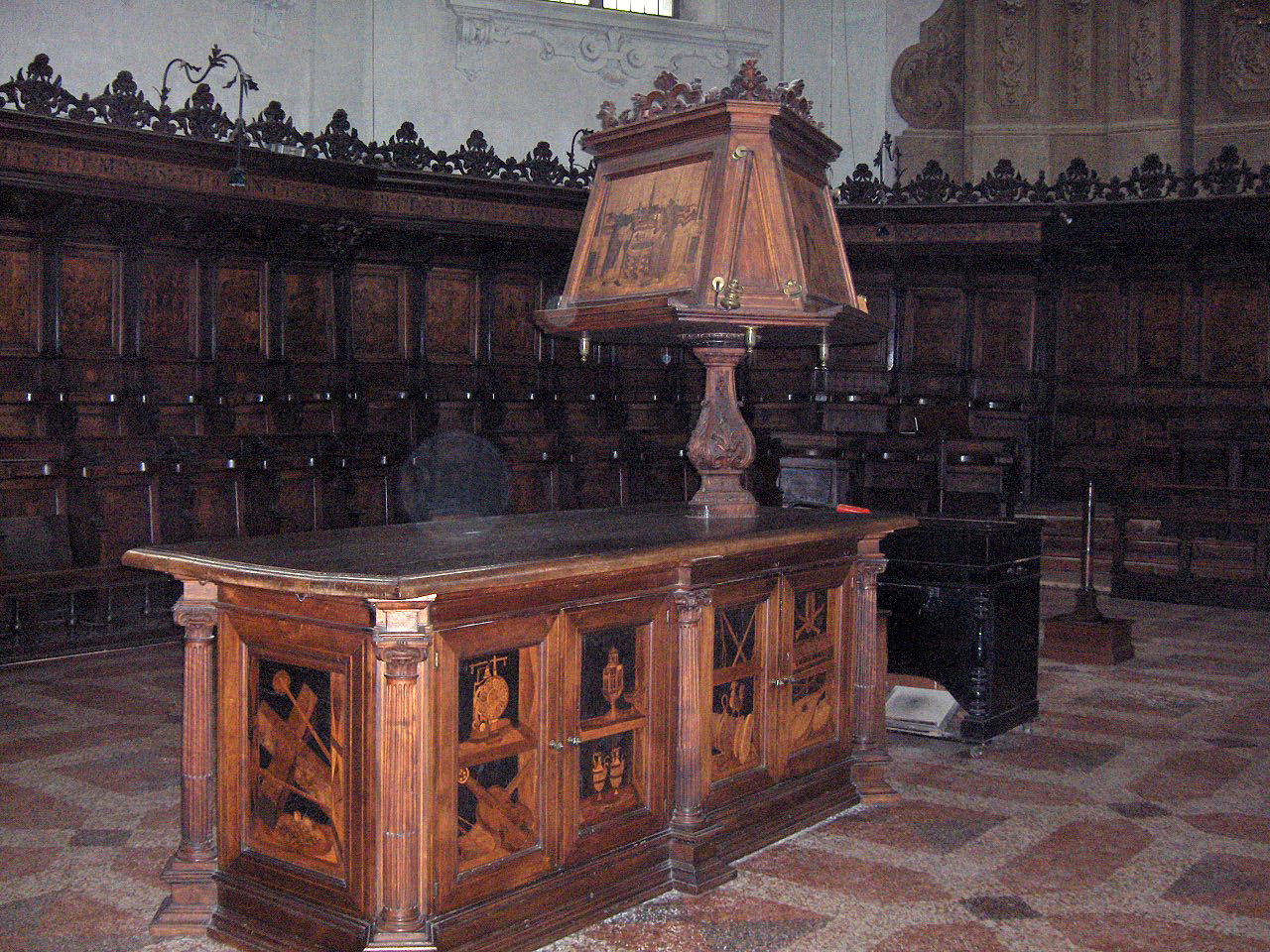
Il bancone

In mezzo al coro si trova un bancone intarsiato anch'esso da Fra Damiano nel 1537. Nella generale complessità di significati, tratti dalla scolastica e dalla filosofia medioevale del domenicano Tommaso d'Aquino, si possono trovare rimandi all'alchimia, legati a messaggi che raccomandano l'ascesi: nella cultura dell'epoca, dopotutto, il processo di trasformazione dei metalli e quello spirituale dell'animo umano erano spesso accostati per affinità.
Il leggio sovrastante il bancone è invece un'opera del 1745 di Antonio Cossetti da Vicenza.